# Steindörfel

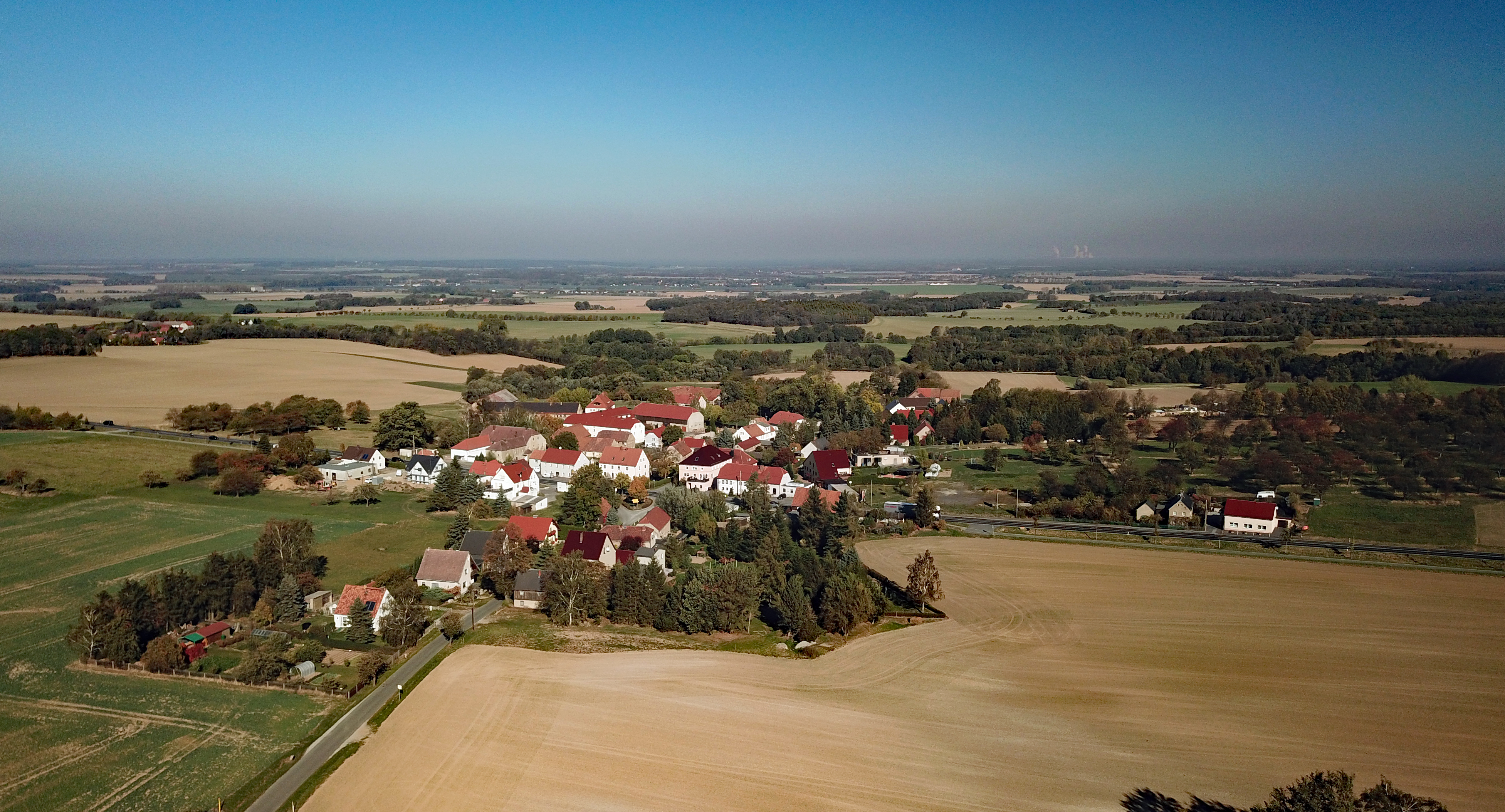
Luftbild

Steindörfel, obersorbisch Trjebjeńcaⓘ, ist ein Dorf im Osten des sächsischen Landkreises Bautzen, das zur Gemeinde Hochkirch gehört. Es zählt zum offiziellen sorbischen Siedlungsgebiet in der Oberlausitz.

## Geografie

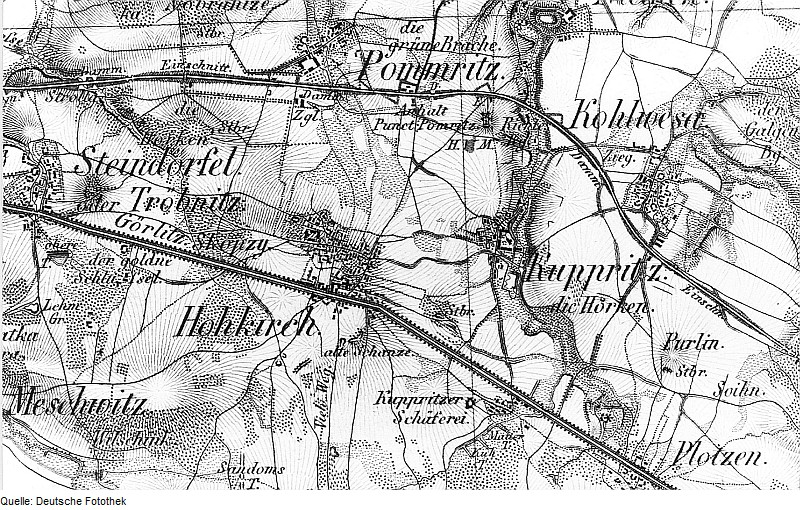
Topographische Karte von 1844

Der Ort befindet sich zwei Kilometer westlich des Gemeindezentrums Hochkirch auf 264 m ü. NN direkt an der Bundesstraße 6. Nach Norden hin fällt das Gebiet auf unter 200 m ü. NN ab, während es in der südlichen Umgebung auf teilweise über 300 m ü. NN ansteigt.
Die Nachbarorte von Steindörfel sind Hochkirch im Osten, Meschwitz im Süden und Waditz im Nordwesten. Die Stadt Bautzen befindet sich sieben Kilometer westlich der Ortschaft.
Nach der Siedlungsanlage ist Steindörfel ein Platzdorf.

## Geschichte
Der Ortsname Trebnitz – wie Steindörfel einst hieß – ist im sorbischen Namen noch erkennbar. Der ältere sorbische Ortsname bezeichnet eine Rodungssiedlung bzw. einen Bach, der durch gerodete Gebiete fließt (trjebić = roden). Erstmals urkundlich erwähnt wird Steindörfel aber – bezugnehmend auf flämische Siedler – unter dem Namen Vlemischentorff (1419) und Flemmingsdorff vel Trebnitz (1512), später tritt der von den deutschen Siedlern vergebene Name Steindörfel (1657) hinzu.
Bis 1974 war Steindörfel eine eigenständige Landgemeinde, seit 1936 mit dem Ortsteil Waditz. Danach wurde es nach Hochkirch eingemeindet, Waditz kam später zur Gemeinde Kubschütz.

## Bevölkerung

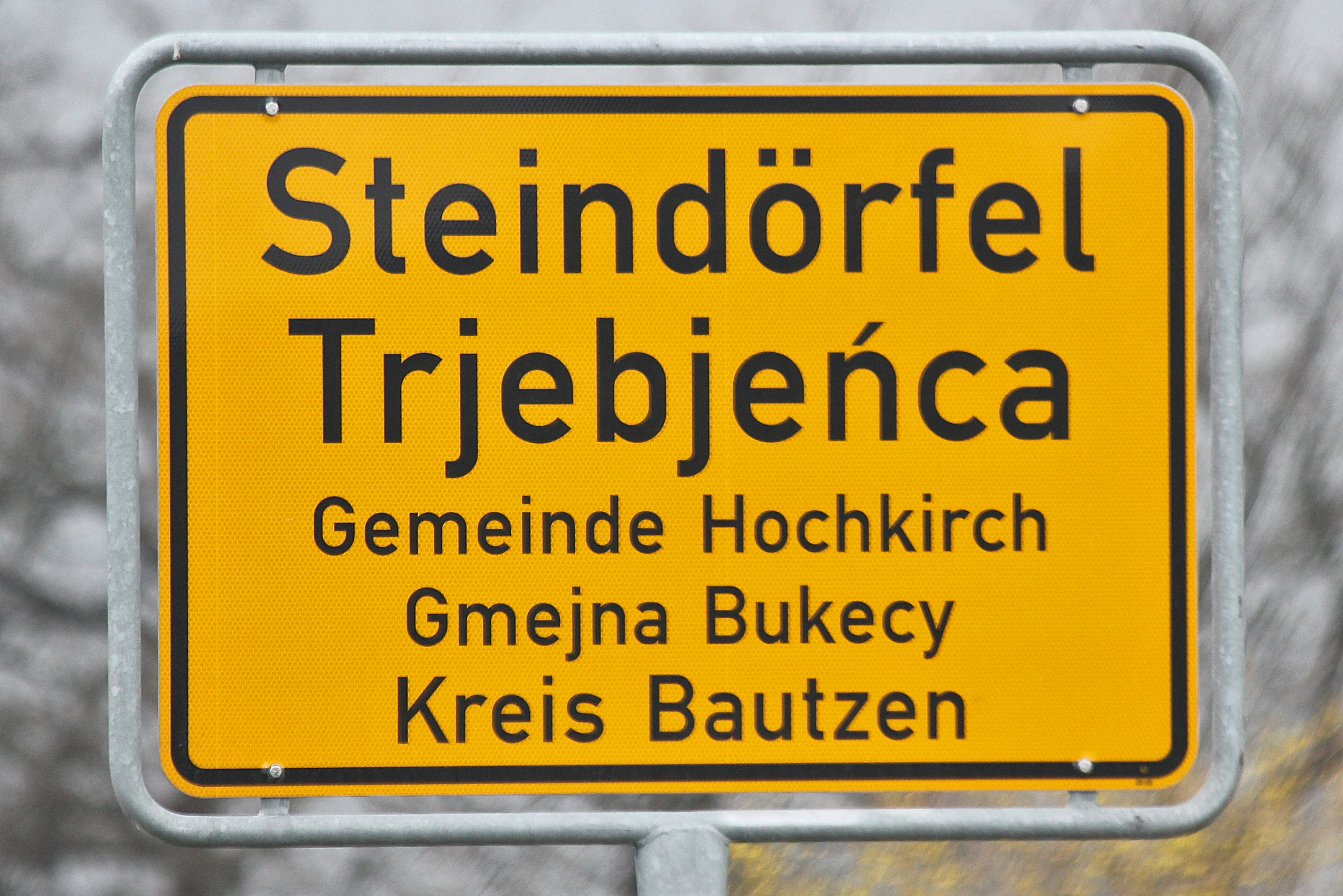
Ortsschild von Steindörfel

Für seine Statistik über die sorbische Bevölkerung in der Oberlausitz ermittelte Arnošt Muka in den achtziger Jahren des 19. Jahrhunderts für den Ort eine Bevölkerungszahl von 186 Einwohnern; davon waren 177 Sorben (95 %) und neun Deutsche. 1956 zählte Ernst Tschernik noch 40 Prozent sorbischsprachige Bevölkerung. Seither ist der Gebrauch des Sorbischen weiter stark zurückgegangen.
Bis 1925 sind für Steindörfel 169 Einwohner verzeichnet. Durch die Eingemeindung von Waditz und später die Aufnahme von Flüchtlingen und Vertriebenen nach dem Zweiten Weltkrieg stieg die Zahl auf zeitweise 363 an, nimmt seitdem aber wieder ab und betrug in den 1990er Jahren rund 140 und in den 2000er Jahren rund 130 Einwohner.
Der größte Teil der gläubigen Bevölkerung ist evangelisch-lutherisch. Der Ort ist nach Hochkirch gepfarrt.

## Verkehr
Die Bundesstraße 6 (Bautzen–Görlitz) durchquert den Ort. Die Bahnlinie Dresden–Görlitz führt nördlich an Steindörfel vorbei.

## Persönlichkeiten
- 1739 wird in Steindörfel Johann Georg Vogel geboren. Zunächst Hauslehrer in Görlitz, studierte er in Göttingen Theologie. In Muskau wurde er dann Pfarrer und Superintendent. Hier beschäftigte er sich auch intensiv mit der Bienenzucht (in engem Kontakt zu dem Kleinbautzener Pfarrer Adam Gottlob Schirach); auch Gesandte der russischen Zarin Katharina I. holten sich diesbezüglich hier Rat. Vogel starb 1826.